# Attentat manqué de la rue Chanez
L'attentat manqué de la rue Chanez est une attaque terroriste non aboutie ayant eu lieu en septembre 2017 au 31 de la rue Chanez à Paris. Au moins deux auteurs ont tenté de faire exploser un immeuble de cette rue en entreposant des bouteilles de gaz et en les faisant exploser. Le détonateur n'a pas fonctionné.
Le procès s'est ouvert à Paris le 7 juin 2022 et le verdict a été rendu le 24 juin 2022. Les faits reprochés sont une « association de malfaiteurs terroriste criminelle ». Les deux principaux auteurs, retrouvés grâce à leurs empreintes ADN, ont été condamnés à 30 ans et 25 ans d'emprisonnement.
Cette tentative d'attentat a lieu onze mois après l'attentat manqué de Notre-Dame de Paris, et trois mois après l'attentat sur l'avenue des Champs-Élysées, ces deux attentats impliquant aussi la présence de bouteilles de gaz sur les lieux. Cette tentative d'attentat a lieu la veille de l'attentat de la gare Saint-Charles de Marseille.

## Déroulement des faits
Dans la nuit du vendredi 29 au samedi 30 septembre 2017, une bombe artisanale constituée de quatre bonbonnes de gaz et de 40 litres d'essence est retrouvée sous le porche du 31 de la rue Chanez, avec un dispositif de mise à feu n'ayant pas fonctionné. Un locataire de la résidence, rentré chez lui vers 2 h du matin, est alerté vers 4 h 30 du matin par des bruits en provenance du hall, ainsi que par l’odeur d’essence. Il découvre des bonbonnes de gaz dans l’immeuble ainsi que des jerrycans ouverts. Il appelle alors Police Secours et les policiers le transfèrent aux pompiers. Sur les conseils du régulateur, il tente de fermer les bouteilles de gaz puis les déplace dans la rue, découvrant à ce moment-là un détonateur. Il remarque également la présence d'une voiture où se trouvent deux suspects avant l'arrivée des forces de l'ordre.
Cet attentat aurait pu être l’un des plus graves perpétrés dans la capitale si les 40 litres d’essence et les quatre bonbonnes de gaz entreposés dans la cage de l’escalier A avaient explosé comme prévu. L'immeuble comportait 29 logements. Mais le dispositif de mise à feu, actionné par un téléphone portable, n’a pas fonctionné malgré neuf tentatives d’appel.
Les trois suspects, dont un fiché pour radicalisation islamiste, sont décrits comme « murés dans le silence ».
Aymen Balbali, ancien chauffeur de taxi et parfois surnommé « Daesh », et Sami Balbali, gérant d'une société de transport, sont cousins. Leur ADN a été retrouvé sur des bonbonnes de gaz entreposées dans le hall du bâtiment. Aymen Balbali a également été confondu par des achats, la veille de la tentative d'attentat, de 130 litres de carburant. Par ailleurs Aymen Balbali avait une pratique rigoureuse de l'islam et une addiction aux images de propagande terroriste. Les deux cousins semblaient partager des convictions djihadistes.
Les enquêteurs n'identifient, que ce soit au début de l'enquête ou dans les mois qui suivent, aucune cible potentielle,.
Le principal suspect, Aymen Balbali, est incarcéré à Fresnes.

## Photographie des lieux
Pour voir une photographie des lieux : Article du Parisien, 30 janvier 2021.

## Procès
Le procès s'ouvre le 7 juin 2022. La cour d'assises est « spécialement composée », c'est-à-dire composée uniquement de magistrats professionnels.
Le 23 juin 2022, le ministère public, dans ses réquisitions, demande des peines de réclusion à perpétuité à l'encontre d'Aymen Balbali et de son cousin Sami Balbali. Il réclame la peine de trente années d'emprisonnement à l'égard d'Amine Abbari.
La cour d'assises décide de condamner Aymen Balbali à 30 ans d'emprisonnement, Sami Balbali à 25 ans d'emprisonnement, enfin Amine Abbari (pour complicité) à 8 ans d'emprisonnement,.